# 托坎廷斯州雅乌
托坎廷斯州雅乌（葡萄牙語：Jaú do Tocantins）是巴西托坎廷斯州的一个市镇。总面积2173.038平方公里，总人口3789人，人口密度1.7人/平方公里。